# Johann Baptist Umberg
Johann Baptist Umberg SJ; Taufname: Johann Georg Anton Umberg (* 22. April 1875 in Flums; † 25. Mai 1959 in Innsbruck), war ein Schweizer Jesuit und Hochschullehrer.

## Leben
Johann Baptist Umberg war der Sohn des Lehrers Johann Franz Umberg und dessen Ehefrau Elisabetha, geb. Zoller.
Er besuchte die Stiftsschule im Kloster Einsiedeln und die Kantonsschule Kollegium Schwyz. Von 1893 bis 1895 hatte er sein Noviziat der Jesuiten in den Niederlanden und war anschließend von 1895 bis 1907 Student der Rhetorik, der Philosophie und der Theologie.
Von 1908 bis 1925 war er als Professor für Moral und Dogmatik an der Theologischen Fakultät in Valkenburg aan de Geul, die nach dem Zweiten Weltkrieg als Philosophisch-Theologische Hochschule Sankt Georgen nach Frankfurt am Main umsiedelte; in dieser Zeit unterrichtete er auch von 1922 bis 1923 in Maastricht.
Von 1925 bis 1938 lehrte er als Professor für Moral und Liturgie in Innsbruck und war gleichzeitig von 1932 bis 1936 Spiritual im Priesterseminar Luzern und von 1936 bis 1937 Rechnungsprüfer im Generalat in Rom.
1938 wurde er als Dekan und Professor für Moral an die theologische Fakultät der Universität Innsbruck, die sich in Sitten im Exil aufhielt, berufen und war dort bis 1946 tätig. Von 1946 bis 1947 hielt er anschließend als Professor für Moral und Liturgie am Missionsseminar der Mariannhiller Missionare in Brig Vorlesungen.
Neben mehreren Veröffentlichungen zur Sakramententheologie betreute Johann Baptist Umberg die 13. bis 17. Auflage des dogmatischen Standardwerks von Heinrich Denzinger, Enchiridion symbolorum definitionem et declarationum de rebus fidei et morum, und die 13. bis 23. Auflage von Johann Baptist Müllers Zeremonienbüchlein für Priester und Kandidaten des Priestertums.

## Schriften (Auswahl)
- Heinrich Denzinger; Clemens Bannenwart; Johann Baptist Umberg: Enchiridion symbolorum et definitionum: quae de rebus fidei et morum a conciliis oecumenicis et summis pontificibus emanarunt. Wirceburgi: Sumptibus Ex Typis Stahelianis, 1874.
- Joannes Reuter; Augustin Lehmkuhl; Johann Baptist Umberg: Joannis Reuter S.J. Neo-confessarius practice instructus. Friburgi Brisgoviae: Herder, 1919.
- Peter Aneder S.J. Ein Lebensbild. Regensburg Köln Rom Wien Pustet 1920.
- Die Schriftlehre vom Sakrament der Firmung: eine biblisch-dogmatische Studie. Freiburg im Breisgau: Herder, 1920.
- Die Sakramente in der Chronik von Arbela. Innsbruck: Rauch, 1925.
- Liturgischer Stil und Dogmatik. Freiburg, Br. Herder 1926.
- Die wesentlichen Messopferworte. Innsbruck: Rauch, 1926.
- Die These von der Mysteriengegenwart. Innsbruck: Rauch, 1928.
- Der Ritterschlag zur Katholischen Aktion. Innsbruck F. Rauch 1931, 1931 [Ausg. 1930].
- Johann Baptist Müller; Johann Baptist Umberg: Zeremonienbüchlein für Priester und Kandidaten des Priestertums. Freiburg im Breisgau: Herder, 1941.
- Dem Kampf geweiht vom Sinn der Firmung. Innsbruck Rauch 1947.